# Vezin-le-Coquet
Vezin-le-Coquet est une commune française située dans le département d'Ille-et-Vilaine, en région Bretagne. La ville appartient à l'agglomération de Rennes.

## Géographie

### Localisation
Vezin-le-Coquet est située au centre de l'Ille-et-Vilaine, à l'ouest de Rennes, la préfecture départementale et régionale.

### Communes limitrophes
| Pacé    |                 |        |
|         | Vezin-le-Coquet | Rennes |
| Le Rheu |                 |        |

### Hydrographie
Pour un article plus général, voir Réseau hydrographique d'Ille-et-Vilaine.
La commune est située dans le bassin Loire-Bretagne. Elle est drainée par la Vilaine, la Flume, le Pont Lagot et un autre petit cours d'eau,.
La Vilaine, d'une longueur de 218 km, prend sa source dans la commune de Juvigné et se jette  dans l'Océan Atlantique à Camoël, après avoir traversé 56 communes. 
La Flûme constitue l'intégralité de la frontière sud de la commune. D'une longueur de 34 km, elle prend sa source dans la commune de La Chapelle-Chaussée et se jette  dans la Vilaine à Rennes, après avoir traversé dix communes. 
Le ruisseau de Pont Lagot traverse la partie est de la commune avant de se jeter dans la Vilaine.

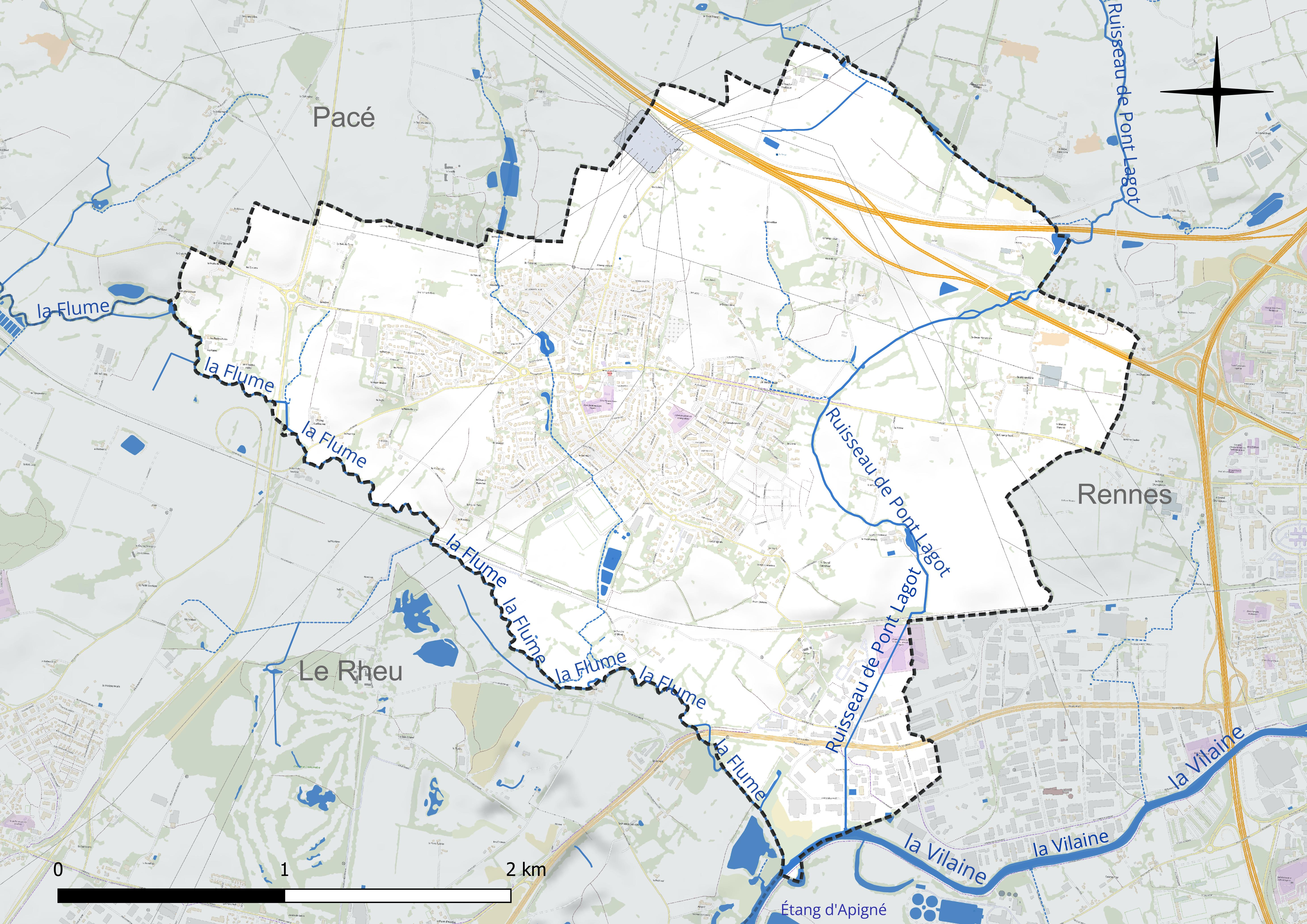
Réseau hydrographique de Vezin-le-Coquet.

### Climat
Pour des articles plus généraux, voir Climat de la Bretagne et Climat d'Ille-et-Vilaine.
En 2010, le climat de la commune est de type climat océanique altéré, selon une étude du CNRS s'appuyant sur une série de données couvrant la période 1971-2000. En 2020, Météo-France publie une typologie des climats de la France métropolitaine dans laquelle la commune est exposée à un climat océanique et est dans la région climatique  Bretagne orientale et méridionale, Pays nantais, Vendée, caractérisée par une faible pluviométrie en été et une bonne insolation. Parallèlement l'observatoire de l'environnement en Bretagne publie en 2020 un zonage climatique de la région Bretagne, s'appuyant sur des données de Météo-France de 2009. La commune est, selon ce zonage, dans la zone « Sud Est », avec des étés relativement chauds et ensoleillés.
Pour la période 1971-2000, la température annuelle moyenne est de 11,5 °C, avec une amplitude thermique annuelle de 12,8 °C. Le cumul annuel moyen de précipitations est de 727 mm, avec 12 jours de précipitations en janvier et 6,5 jours en juillet. Pour la période 1991-2020, la température moyenne annuelle observée sur la station météorologique la plus proche, située sur la commune du Rheu à 3 km à vol d'oiseau, est de 12,2 °C et le cumul annuel moyen de précipitations est de 720,4 mm,. Pour l'avenir, les paramètres climatiques de la commune estimés pour 2050 selon différents scénarios d'émission de gaz à effet de serre sont consultables sur un site dédié publié par Météo-France en novembre 2022.

## Urbanisme

### Typologie
Au 1er janvier 2024, Vezin-le-Coquet est catégorisée bourg rural, selon la nouvelle grille communale de densité à sept niveaux définie par l'Insee en 2022.
Elle appartient à l'unité urbaine de Rennes, une agglomération intra-départementale regroupant 16  communes, dont elle est une commune de la banlieue,,. Par ailleurs la commune fait partie de l'aire d'attraction de Rennes, dont elle est une commune de la couronne,. Cette aire, qui regroupe 183 communes, est catégorisée dans les aires de 700 000 habitants ou plus (hors Paris),.

### Occupation des sols
L'occupation des sols de la commune, telle qu'elle ressort de la base de données européenne d'occupation biophysique des sols Corine Land Cover (CLC), est marquée par l'importance des territoires agricoles (65,3 % en 2018), en diminution par rapport à 1990 (74,3 %). La répartition détaillée en 2018 est la suivante : 
terres arables (30,8 %), zones urbanisées (22,5 %), prairies (20,5 %), zones agricoles hétérogènes (14,1 %), zones industrielles ou commerciales et réseaux de communication (12,2 %). L'évolution de l'occupation des sols de la commune et de ses infrastructures peut être observée sur les différentes représentations cartographiques du territoire : la carte de Cassini (XVIIIe siècle), la carte d'état-major (1820-1866) et les cartes ou photos aériennes de l'IGN pour la période actuelle (1950 à aujourd'hui).

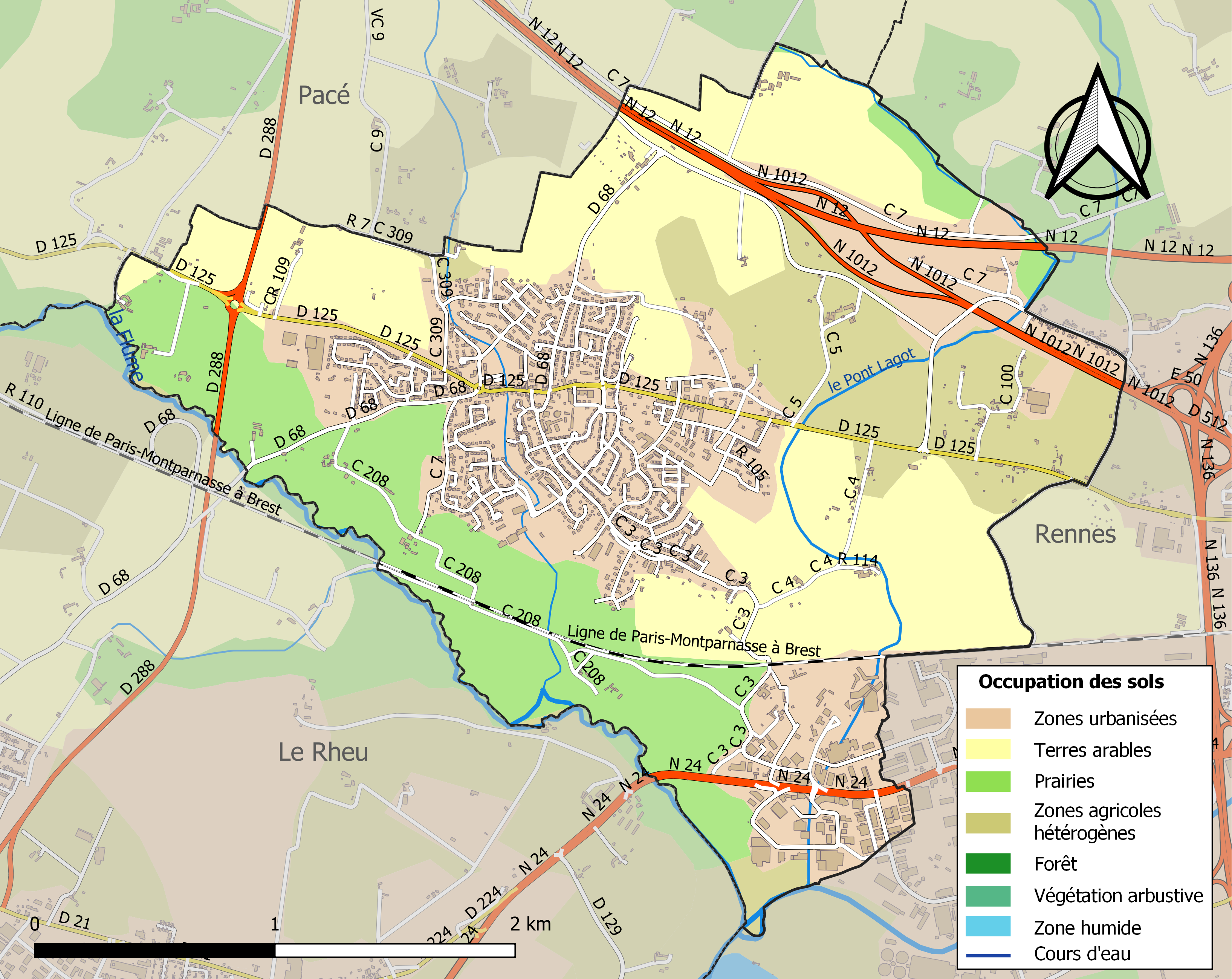
Carte des infrastructures et de l'occupation des sols de la commune en 2018 (CLC).

### Logement
Le tableau ci-dessous présente une comparaison de quelques indicateurs chiffrés du logement pour Vezin-le-Coquet et l'ensemble de l'Ille-et-Vilaine en 2017,.
|                                                                  | Vezin-le-Coquet | Ille-et-Vilaine |
| ---------------------------------------------------------------- | --------------- | --------------- |
| Parc immobilier total (en nombre d'habitations)                  | 2 202           | 546 440         |
| Part des résidences principales (en %)                           | 94,9            | 86,2            |
| Part des résidences secondaires et logements occasionnels (en %) | 1,1             | 6,9             |
| Part des logements vacants (en %)                                | 4,0             | 6,9             |
| Part des ménages propriétaires de leur logement (en %)           | 62,9            | 59,8            |

### Document d'urbanisme
Vezin-le-Coquet dispose d'un plan local d'urbanisme intercommunal approuvé par délibération du conseil métropolitain du 19 décembre 2019. Il divise l'espace des 43 communes de Rennes Métropole en zones urbaines, agricoles ou naturelles.

### Morphologie urbaine

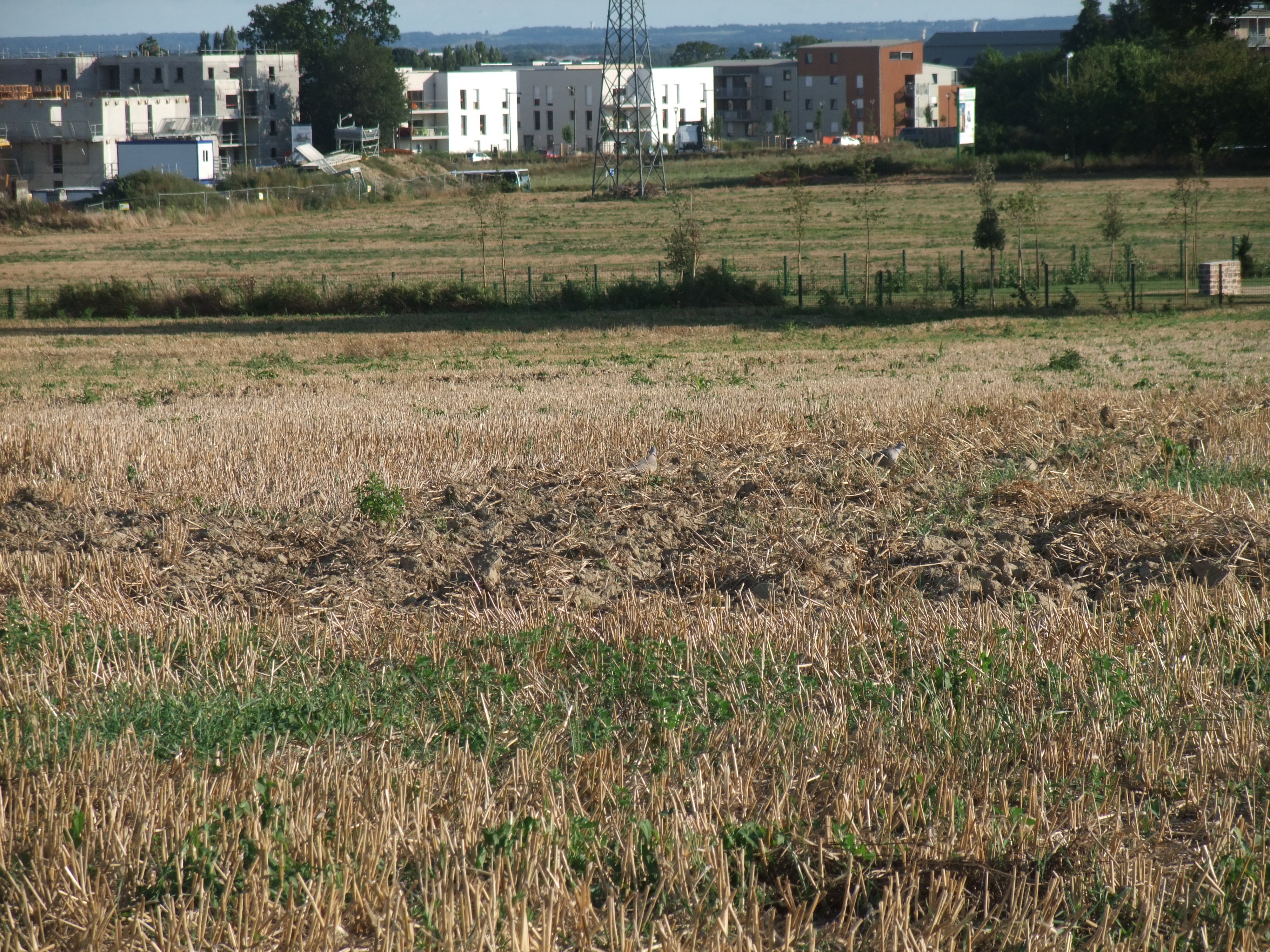
Le quartier des « Champs bleus » en cours de construction, en 2012. En 2024, les pâtures entre le point de prise de vue et les constructions est presque entièrement construit.

La zone urbanisée de la commune est principalement occupée par des maisons individuelles. L'étalement des lotissements s'est fait en plusieurs phases. Construit à partir de 1963, le quartier des fleurs est la plus ancienne zone résidentielle de la commune.
La construction du quartier des « Champs bleus » a débuté en 2006, et devrait s'achever en 2026.

## Toponymie
Le nom de la localité est attesté sous les formes ecclesia de Vesino en 1475, Vezinum en 1516.
Le nom du village se rattache vraisemblablement aux Vezins, Vézines, Voisin, etc,.
Il serait issu du gallo-roman viciniu qui a donné également « voisin » en français et « vaizin » (prononcé localement [vəzɛ̃] ou [vzɛ̃]) en gallo, mais dont le sens premier était « village, hameau », d'où « voisinage »,. Il s'agit d'un dérivé du mot latin vicus « village ».
À la suite de problèmes d'homonymie, qui compliquaient la distribution de courrier lors de la Première Guerre mondiale, à partir de 1919, de nombreuses municipalités souhaitent changer la dénomination communale afin de prévenir les erreurs dans les transmissions postales et dans les transports de marchandises. Il est indiqué sur le site de la ville que la commune va alors se nommer Vezin-sous-Rennes[Quand ?], puis Vezin-le-Coquet, par décret du 6 décembre 1920, mais la dénomination de Vezin-sous-Rennes ne semble pas apparaître dans les archives départementales.
Le nom gallo de Vezin-le-Coquet est Vezin ou Bezin prononcé respectivement [vzɛ̃] ou [bzɛ̃]. La forme bretonne actuelle proposée par l'Office public de la langue bretonne est Gwezin, cependant le breton n'a jamais été parlé dans le pays de Rennes qui se trouve en dehors de l'aire traditionnelle de diffusion de la langue bretonne.

## Politique et administration

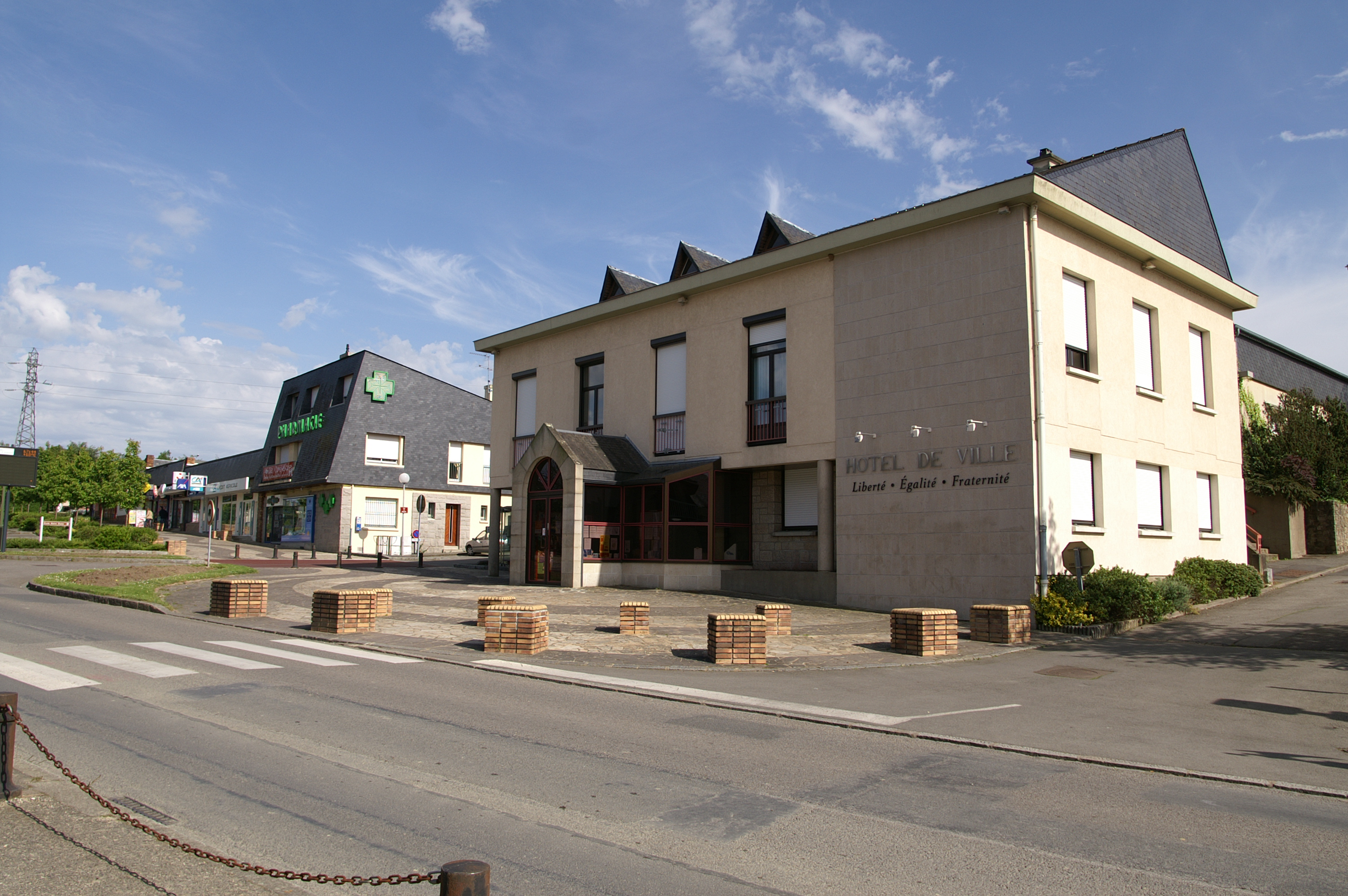
Mairie de Vézin-le-Coquet, et à gauche de l'image le centre commercial, le long de la rue de Rennes

### Rattachements administratifs et électoraux

#### Circonscriptions de rattachement
Vezin-le-Coquet appartient à l'arrondissement de Rennes et au canton du Rheu, créé lors du redécoupage cantonal de 2014. Avant cette date, la commune a appartenu aux cantons suivants : Rennes-Sud-Ouest (1833-1973 et 1985-2015) et Rennes-X (1973-1985).
Pour l'élection des députés, la commune fait partie de la huitième circonscription d'Ille-et-Vilaine, représentée depuis juin 2022 par Mickaël Bouloux (PS-NUPES). Sous la IIIe République, elle appartenait à la deuxième circonscription de Rennes, de 1958 à 1986 à la 2e circonscription et de 1986 à 2010 à la 1re circonscription (Rennes-Sud).

#### Intercommunalité
La commune appartient à Rennes Métropole depuis sa création le 9 juillet 1970. Vezin-le-Coquet faisait alors partie des 27 communes fondatrices du District urbain de l'agglomération rennaise qui a pris sa dénomination actuelle le 1er janvier 2000. Par ailleurs, elle est membre du Syrenor (Syndicat de recherche et d'études du Nord-Ouest de Rennes), établissement public de coopération intercommunale créé en 1999, regroupant les communes de Clayes, La Chapelle-des-Fougeretz, Gévezé, Montgermont, Pacé, Parthenay-de-Bretagne et Saint-Gilles.
Enfin, Vezin-le-Coquet fait partie du Pays de Rennes.

#### Institutions judiciaires
Sur le plan des institutions judiciaires, la commune relève du tribunal judiciaire (qui a remplacé le tribunal d'instance et le tribunal de grande instance le 1er janvier 2020), du tribunal pour enfants, du conseil de prud'hommes, du tribunal de commerce, de la cour d'appel et du tribunal administratif de Rennes et de la cour administrative d'appel de Nantes.

### Administration municipale
Le nombre d'habitants au dernier recensement étant compris entre 5 000 et 9 999, le nombre de membres du conseil municipal est de 29.
Conseil municipal actuel
Les 29 sièges composant le conseil municipal ont été pourvus le 15 mars 2020 lors du premier tour de scrutin. Actuellement, il est réparti comme suit :

### Liste des maires
| Période                                  | Période                 | Identité                       | Étiquette | Qualité |
| ---------------------------------------- | ----------------------- | ------------------------------ | --------- | --- |
| mai 1901                                 | mai 1904                | L. Bigot                       |           | |
| mai 1904                                 | 22 février 1906 (décès) | Pierre-Marie Julien            |           | |
| avril 1906                               | mai 1912                | Amand Bons                     |           | |
| mai 1912                                 | janvier 1925 (décès)    | Jean-Marie Leguesdron          |           | Chevalier du Mérite agricole |
| mars 1925                                | mai 1925                | Pierre-Marie Philouze          |           | |
| mai 1925                                 | mai 1929                | Louis Bigot                    |           | |
| mai 1929                                 | mars 1971               | Fernand Bons                   | MRP       | Propriétaire-cultivateur, maire honoraire Officier de l'Ordre national du Mérite, chevalier de la Légion d'honneur (1951), Croix de guerre 1914-1918 avec palmes |
| mars 1971                                | mars 2001               | Robert Rahn                    | DVD       | Chercheur à l'INRA, maire honoraire (2001) |
| mars 2001                                | 21 mars 2008            | Yolaine Le Cadre               | DVG       | Pharmacienne |
| 21 mars 2008                             | 31 mai 2012 (décès)     | Gérard Le Cam                  | PS        | Inspecteur du Trésor public |
| 22 juin 2012                             | 23 mai 2020             | Jean Roudaut                   | PS        | Retraité de l'hôtellerie Premier adjoint (2008 → 2012) |
| 23 mai 2020                              | En cours                | René-François Houssin (1950- ) | DVG       | Directeur administratif et financier retraité Adjoint au maire (2014 → 2020)                                                                                     |
| Les données manquantes sont à compléter. |                         |                                |           | |

## Démographie
L'évolution du nombre d'habitants est connue à travers les recensements de la population effectués dans la commune depuis 1793. Pour les communes de moins de 10 000 habitants, une enquête de recensement portant sur toute la population est réalisée tous les cinq ans, les populations de référence des années intermédiaires étant quant à elles estimées par interpolation ou extrapolation. Pour la commune, le premier recensement exhaustif entrant dans le cadre du nouveau dispositif a été réalisé en 2006.

En 2022, la commune comptait 6 441 habitants, en évolution de +14 % par rapport à 2016 (Ille-et-Vilaine : +5,46 %, France hors Mayotte : +2,11 %).
| 1793 | 1800 | 1806 | 1821 | 1831 | 1836 | 1841 | 1846 | 1851 |
| ---- | ---- | ---- | ---- | ---- | ---- | ---- | ---- | ---- |
| 556  | 619  | 635  | 607  | 678  | 634  | 600  | 658  | 663  |

| 1856 | 1861 | 1866 | 1872 | 1876 | 1881 | 1886 | 1891 | 1896 |
| ---- | ---- | ---- | ---- | ---- | ---- | ---- | ---- | ---- |
| 720  | 656  | 636  | 622  | 607  | 620  | 653  | 654  | 677  |

| 1901 | 1906 | 1911 | 1921 | 1926 | 1931 | 1936 | 1946 | 1954 |
| ---- | ---- | ---- | ---- | ---- | ---- | ---- | ---- | ---- |
| 631  | 606  | 617  | 607  | 611  | 629  | 633  | 771  | 797  |

| 1962 | 1968  | 1975  | 1982  | 1990  | 1999  | 2006  | 2011  | 2016  |
| ---- | ----- | ----- | ----- | ----- | ----- | ----- | ----- | ----- |
| 839  | 1 596 | 2 207 | 2 731 | 3 268 | 4 026 | 3 809 | 4 651 | 5 650 |

| 2021  | 2022  | - | - | - | - | - | - | - |
| ----- | ----- | - | - | - | - | - | - | - |
| 6 337 | 6 441 | - | - | - | - | - | - | - |

Répartition de la population en 2006 : 1 946 femmes et 1 863 hommes.
La population a connu une forte hausse entre 1990 et 1999, où elle avait gagné 758 habitants. Puis la tendance s'est inversée puisque la population a baissé de 220 habitants (soit 5,5 %). Avant de repartir fortement à la hausse jusqu'à atteindre 6441 habitants en 2022. Cette situation est comparable à l'ensemble des communes de l'agglomération rennaise.

## Vie locale

### Justice

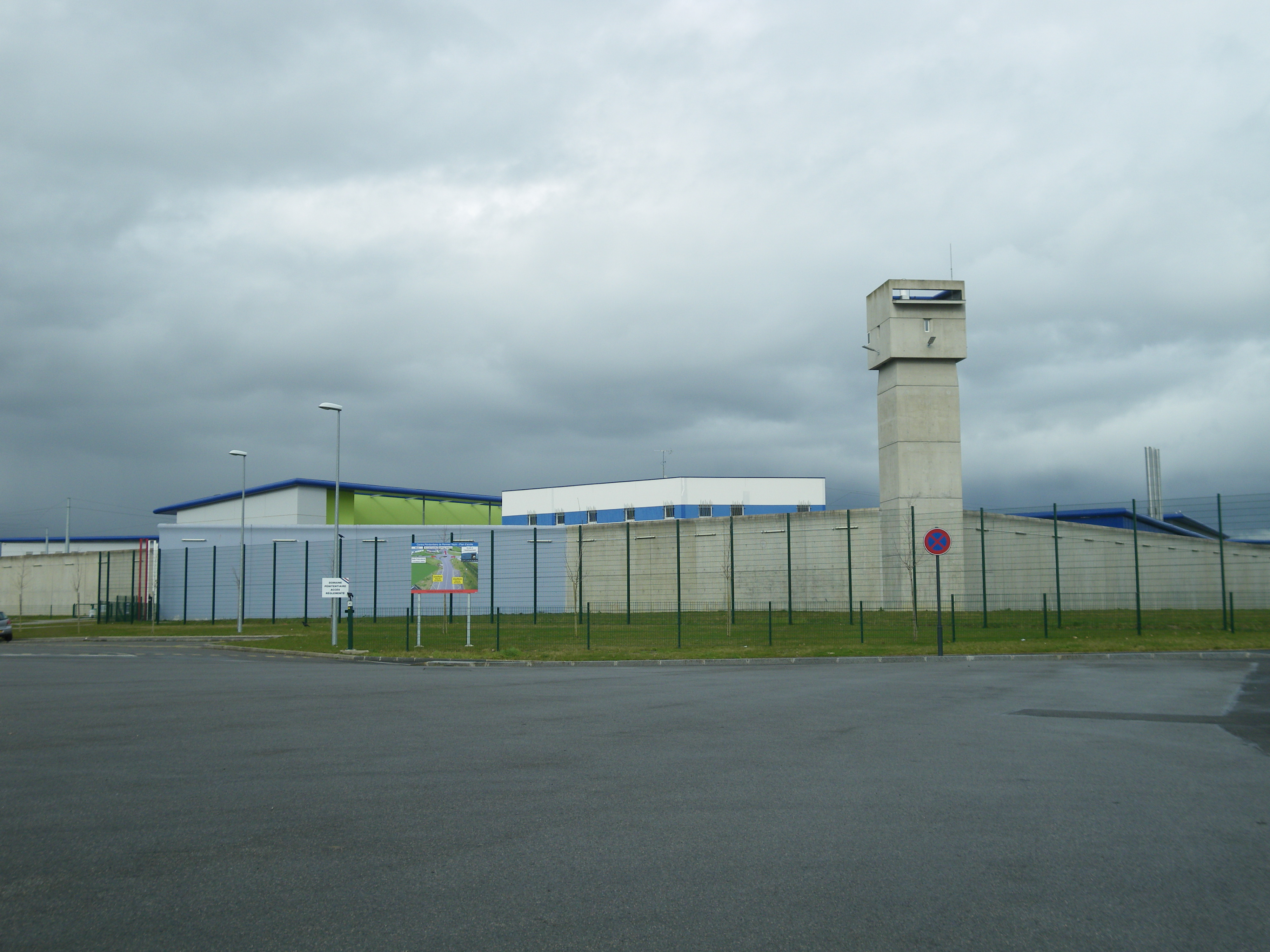
Prison pour hommes de Rennes, dans la zone des Trois marches sur la commune de Vézin-le-Coquet.

- 2009 : construction d'un centre pénitentiaire de 690 places.

### Enseignement et petite enfance
La commune de Vézin-le-Coquet dispose de deux écoles primaires, une publique « Éric Tabarly » et l'autre privée.

### Santé, services d'urgence et sécurité
Vézin dispose d'un EHPAD spécialisé Alzheimer.

### Transports
La commune est desservie par les bus du réseau service des transports en commun de l'agglomération rennaise (STAR) de Rennes Métropole.
Le centre est desservi par les lignes 53, 76 et 153ex.
La ZI Ouest, partiellement vézinoise, est desservie par les lignes 11, 54, 55 et 56.

### Sports
- Tennis : Tennis Club Vezin. Association d'environ 140 adhérents ayant comme premier objectif l'apprentissage du tennis aux enfants. Parallèlement des équipes jeunes, séniors hommes et femmes participent aux divers championnats. L'équipe 1 masculine evolue à un niveau régional depuis de nombreuses années (régionale 2 en 2015).
- Badminton : A.S.V. Avenir Sportif Vezinois, créneaux adultes et enfants, école labellisée une étoile, une équipe en départementale 4, organisation de la nuit du badminton[40].
- Pétanque : Petanque Club Vezinois

## Lieux et monuments

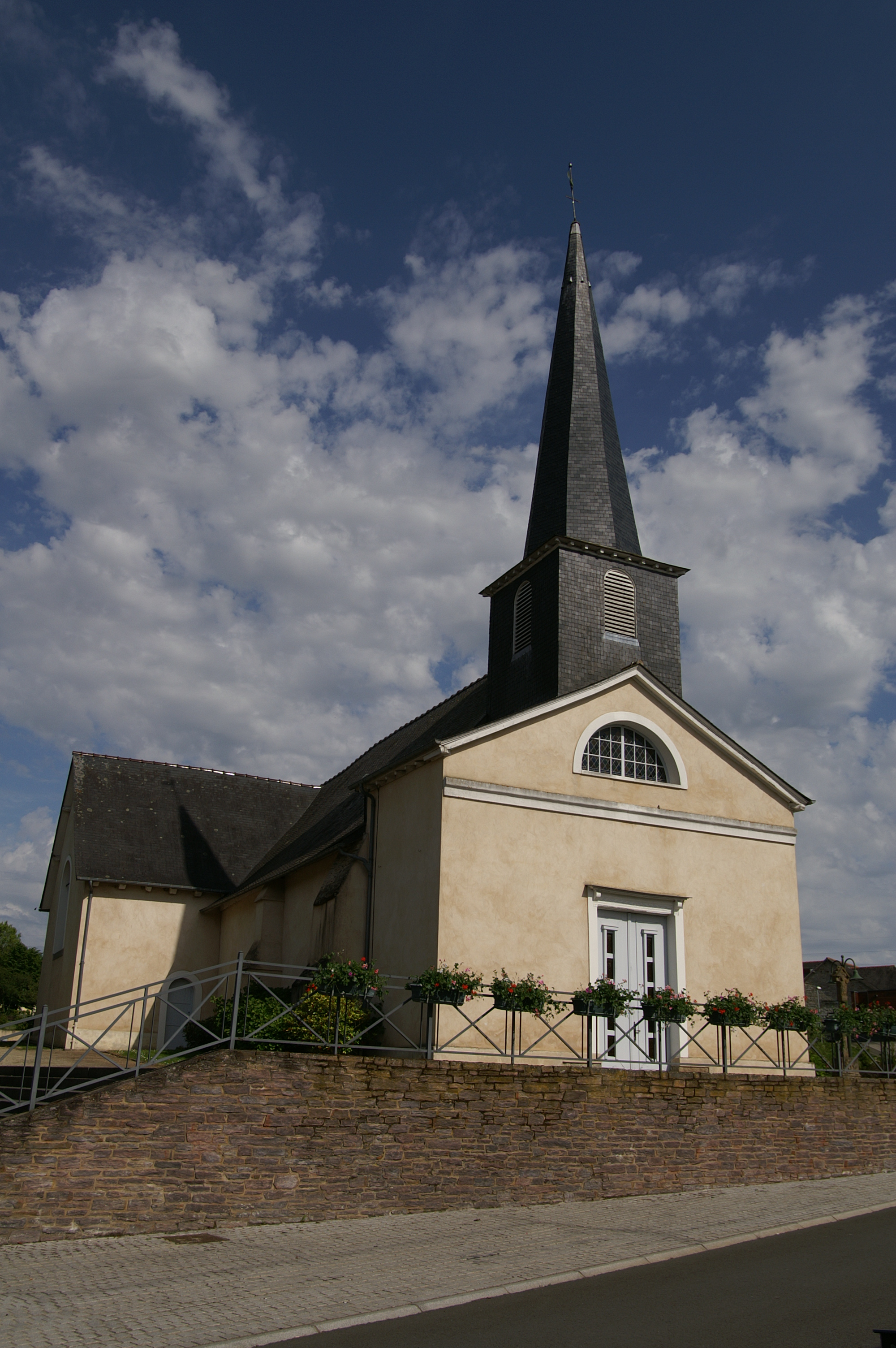
L'église Saint-Pierre.
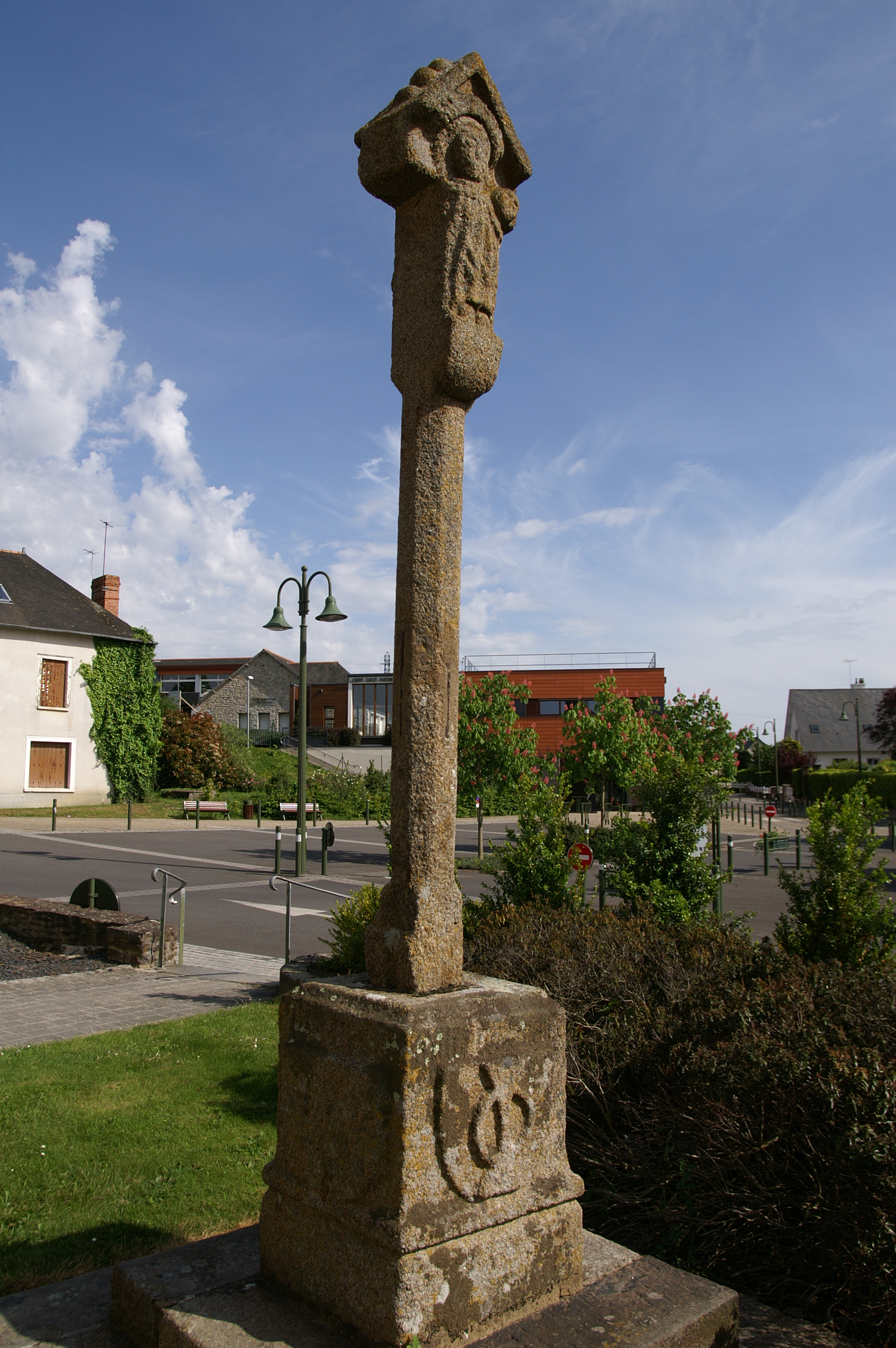
Le calvaire.
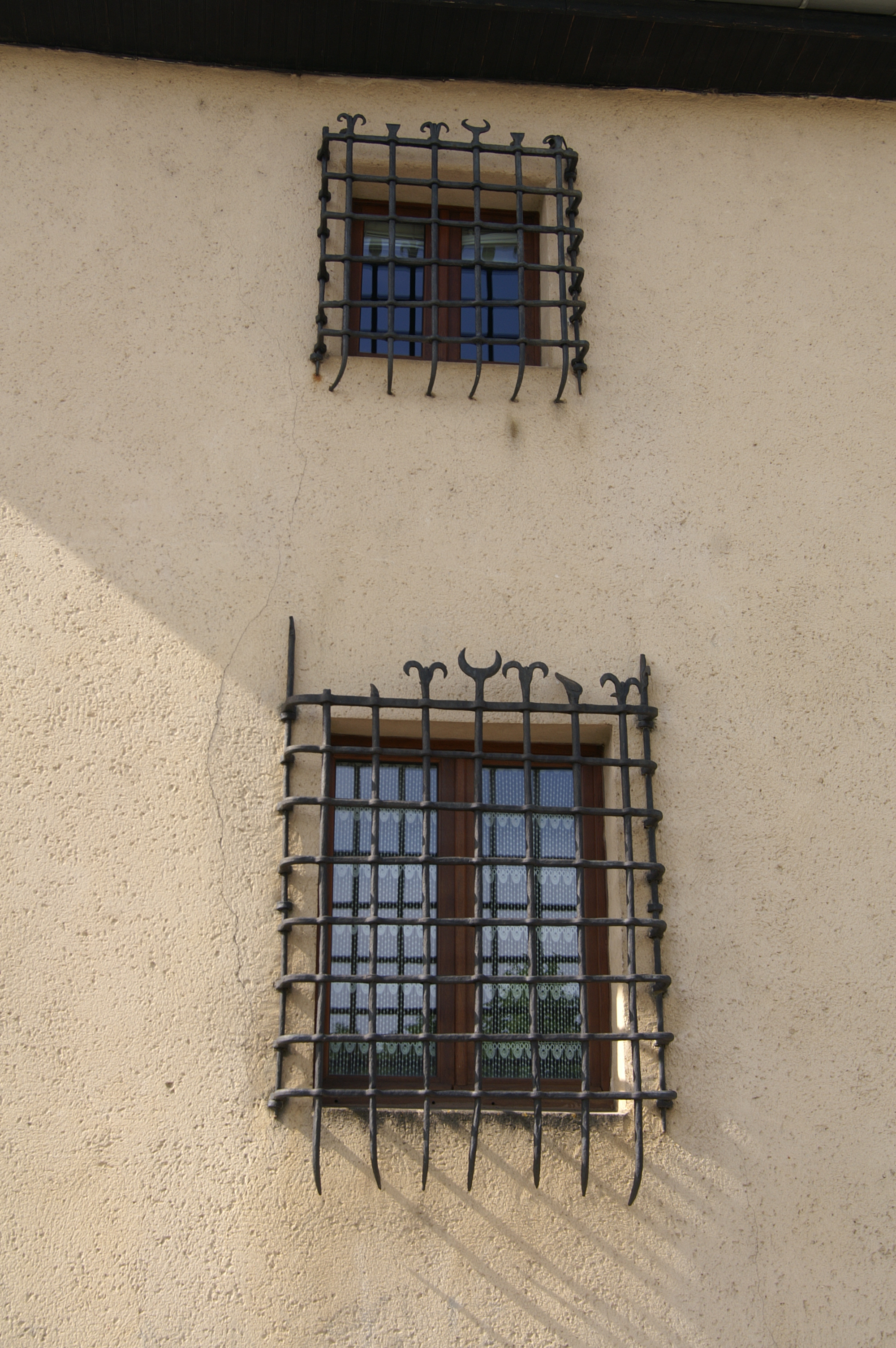
Fenêtres de l'ancienne prison, rue de Rennes.

Il n'y a aucun monument historique classé ou inscrit à Vezin-le-Coquet.
De nombreux bâtiments de la commune ont fait l'objet d'un inventaire qui comprend notamment :
- l'église Saint-Pierre[42],[43] et son mobilier[44],
- le château de la Drouetière puis le Haut Jussé[45],
- le château de Montigné[46], actuellement il abrite un couvent de pères eudistes et une maison de retraite
- le manoir de la Longrais[47],
- le manoir du Champ Guillaume[48],
- les manoirs de Chevillé[49],[50],
- le manoir de Drouetière[51],
- le manoir de la Motte de Vezin[52],
- l'école primaire privée Notre-Dame[53],
- le village[54],
- etc.

## Personnalités liées à la commune
- Germaine Brice de Vièle, fille du député René Joseph Brice et petite-fille du dramaturge Camille Doucet, naquit au château de Montigné le 13 septembre 1876. Par son mariage avec Paul Deschanel, elle fut – brièvement – l'hôtesse du palais de l'Élysée, en 1920.